# Crataegus monogyna
El majuelo, espino albar o espino blanco (Crataegus monogyna) es una planta fanerógama perteneciente a la familia de las rosáceas.

## Descripción
Es un árbol de hoja caduca, de 4 a 6 m de altura, con ramas espinosas, hojas lampiñas y aserradas, caducas, flores blancas, olorosas y en corimbo, y fruto comestible, de forma ovoide, revestido de piel tierna y rojiza que encierra una pulpa dulce y una única semilla, de ahí su nombre, apareciendo raras veces dos.
Pueden ser arbustos o pequeños árboles de 5 a 14 metros de altura, con una copa densa. La corteza es gruesa y parda con grietas verticales naranja. Los tallos más jóvenes tienen espinas romas, de uno a 1,5 cm de largo. Hojas de 2 a 4 cm de largo, obovadas y profundamente lobuladas, a veces casi hasta el centro, con los lóbulos abiertos en un amplio ángulo. El haz es verde oscuro y el envés es pálido.

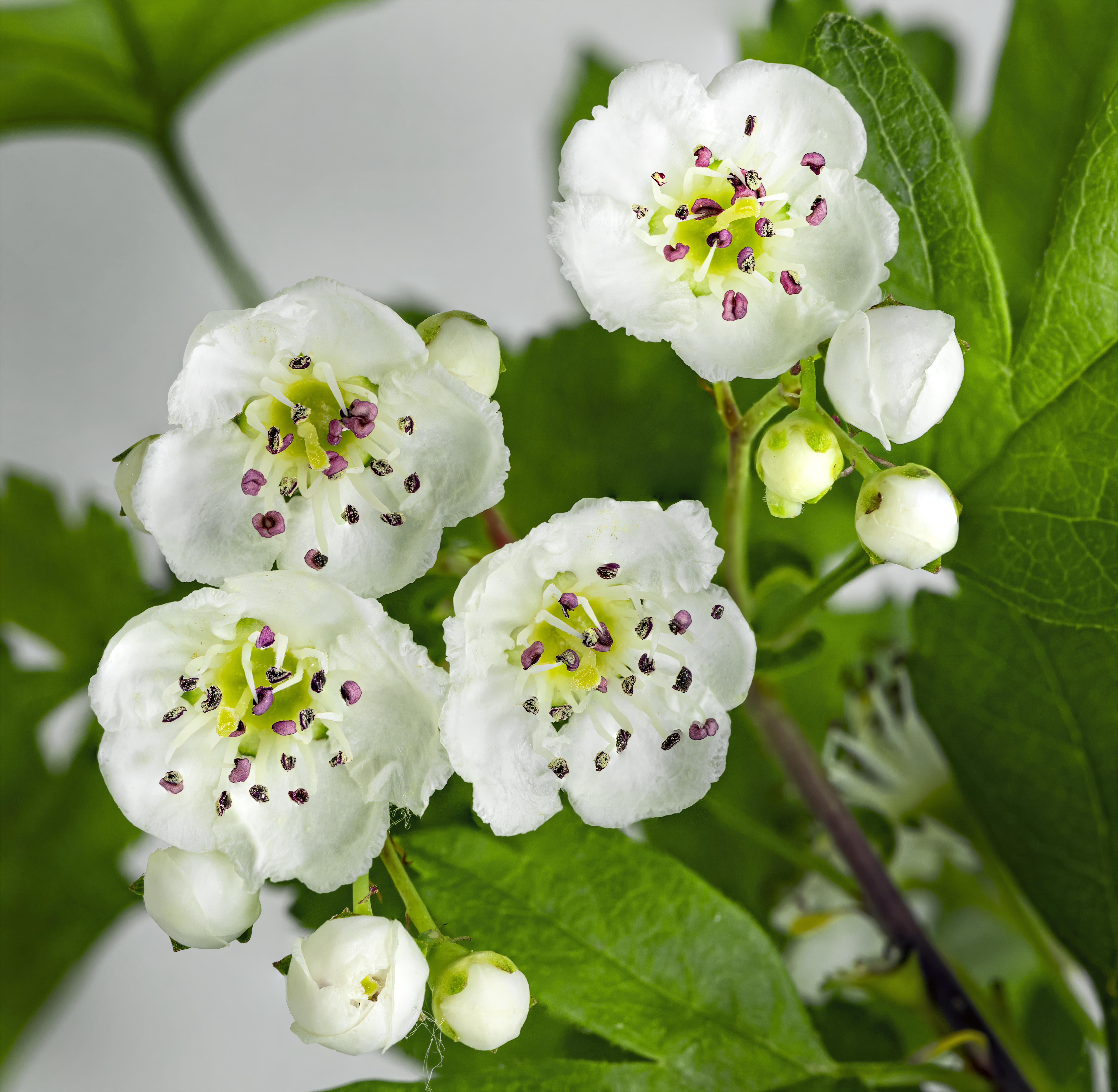
Flores de espino común.

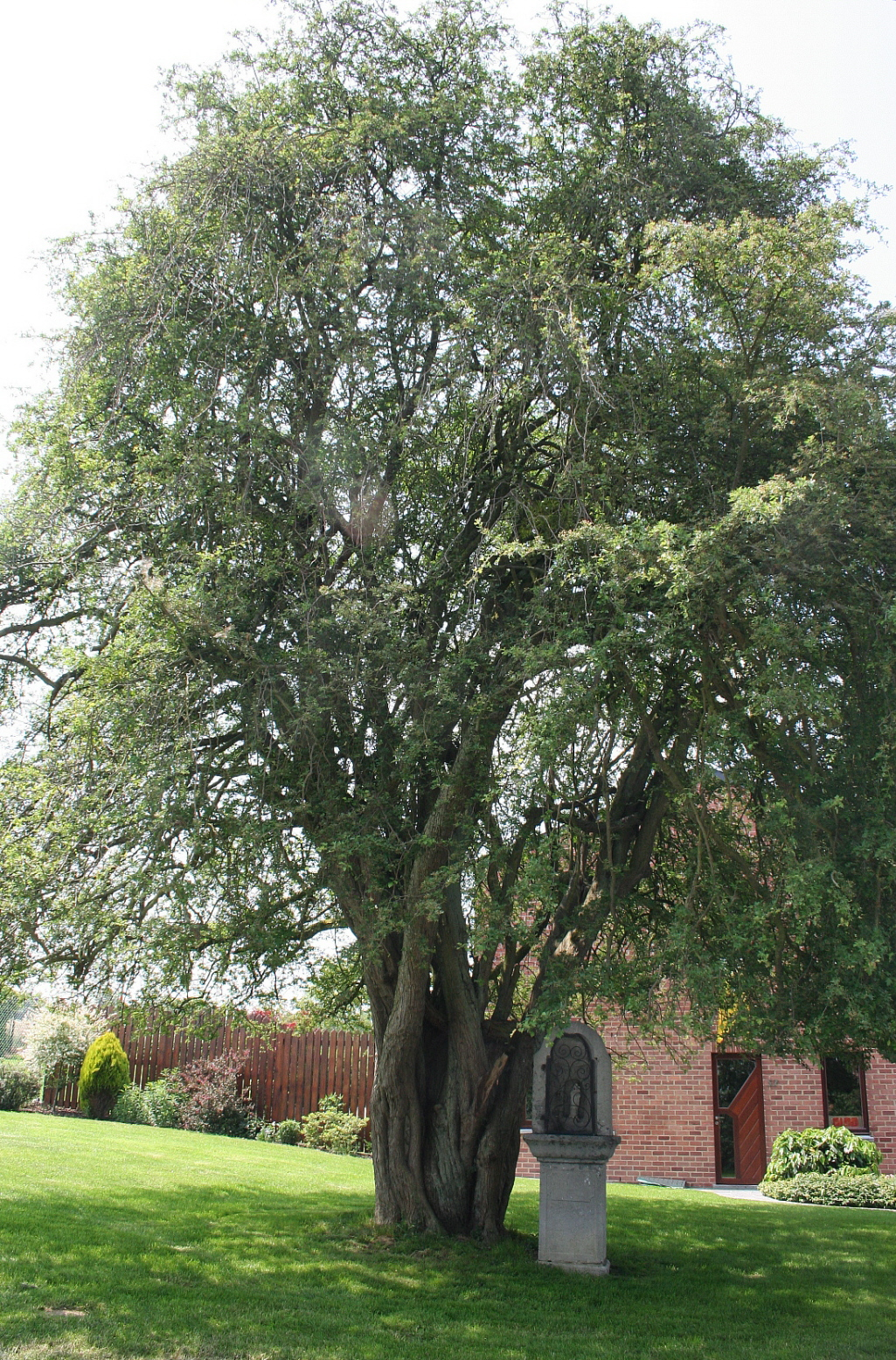
Crataegus monogyna.

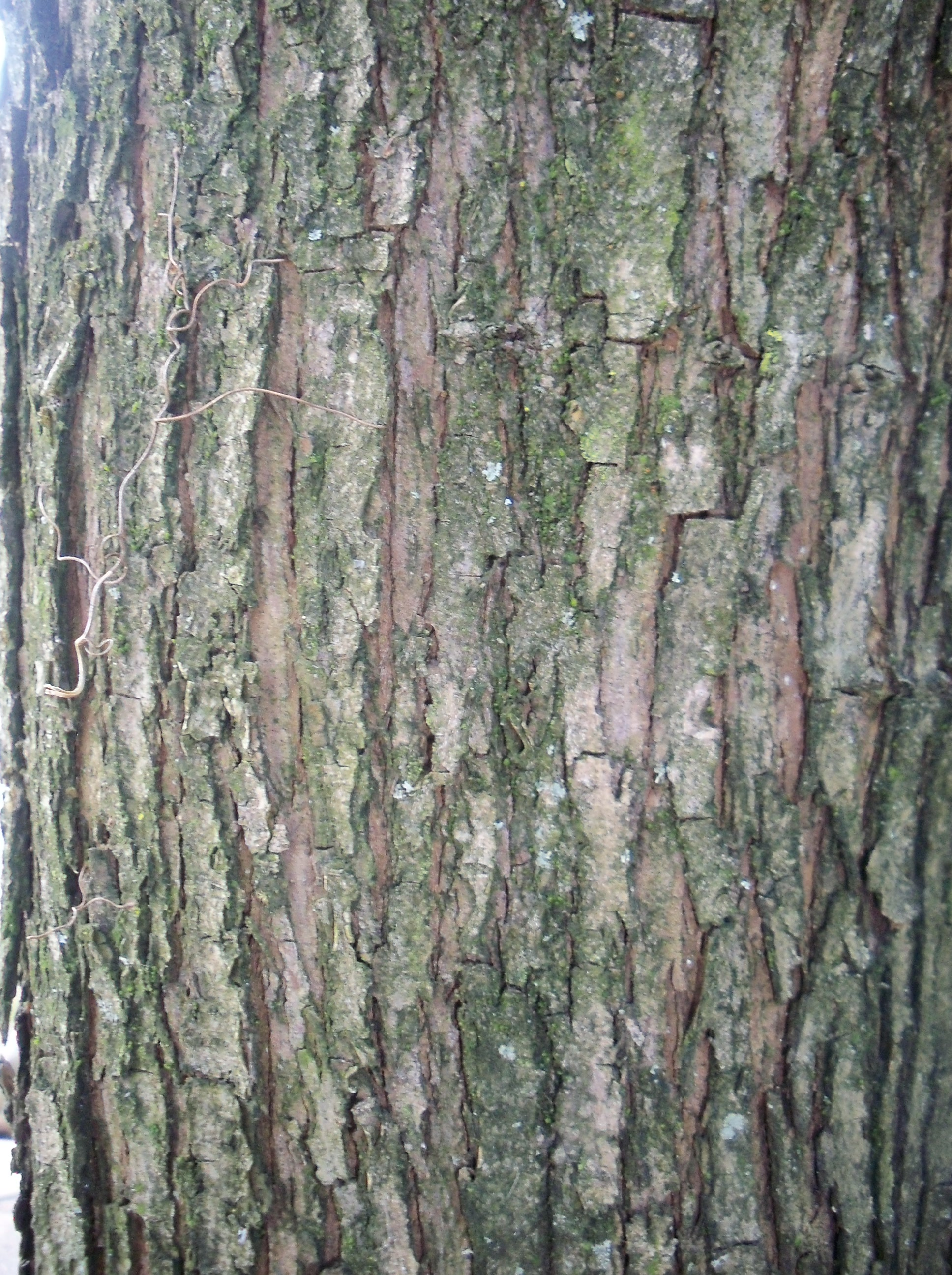
Corteza de espino común.

Florece a fines de primavera (mayo a junio en su área nativa) en corimbos de 5 a 25 flores juntas; cada flor de cerca de un cm de diámetro, con cinco pétalos blancos, numerosos estambres rojos, y un singular estilo; son moderadamente fragantes. Tarde en la estación da numerosas frutas pequeñas, ovales, rojo oscuras de cerca de 1 cm de longitud, tipo cereza, pero estructuralmente un pomo conteniendo una sola semilla. Las frutas son importantes para la vida silvestre en invierno, particularmente aves que las comen y las dispersan en sus deposiciones.

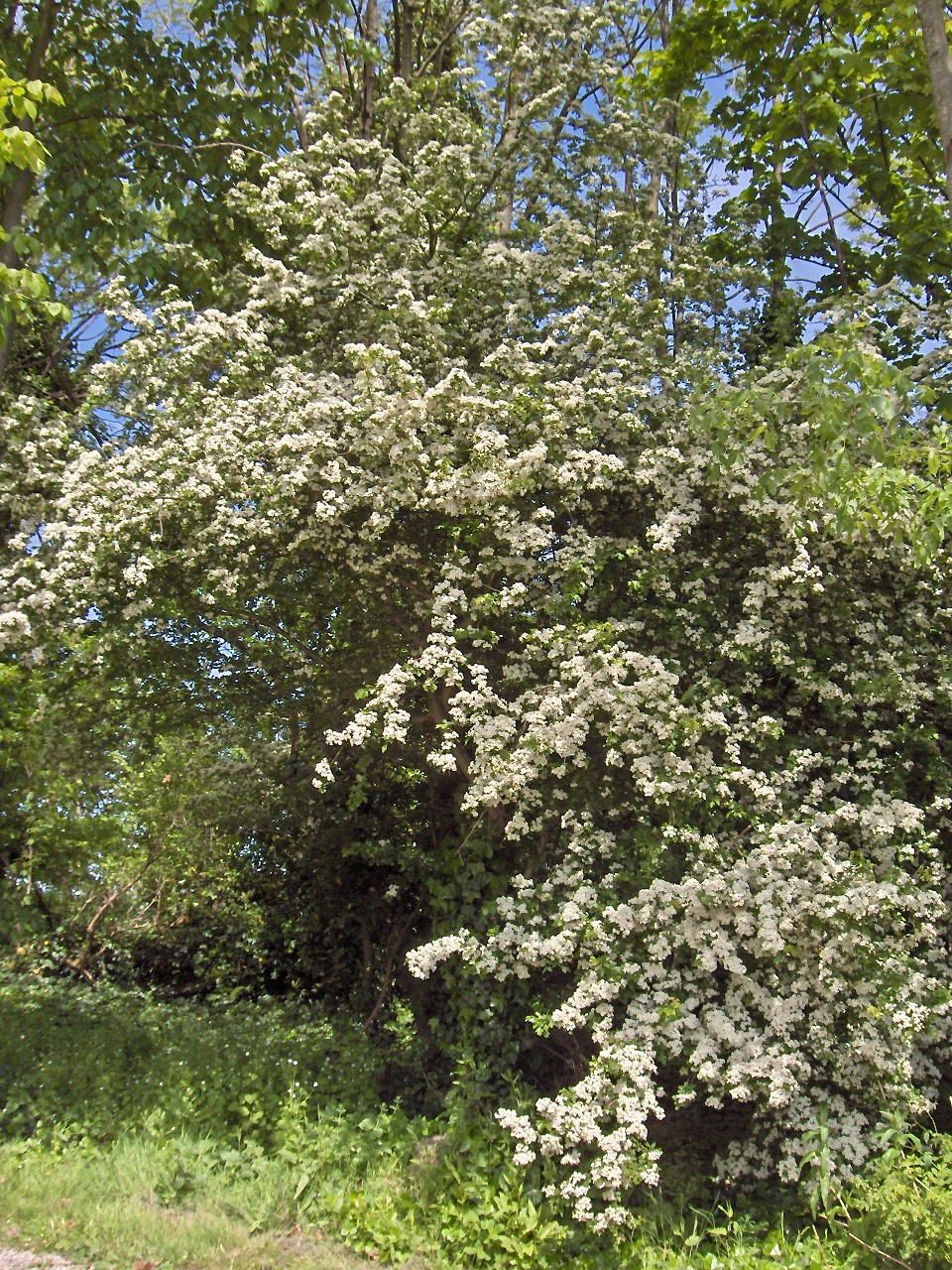
Hábitat.

Se distingue de su pariente menos expandido Crataegus laevigata en sus hojas profundamente lobuladas y desprendibles,  y en las flores con un solo estilo, no dos ni tres. Sin embargo son interfértiles y la hibridación es frecuente; solo distinguibles en sus típicas formas. En el sur de la península ibérica aparece la variedad Crataegus monogyna subsp. brevispina.

## Distribución
Se encuentra de forma natural en toda Eurasia y en África de norte. Por su espectacular floración se ha introducido como planta ornamental en Madeira, América del Norte, Argentina, Chile, Australia y Nueva Zelanda.
Es abundante en toda la península ibérica y Baleares, escaseando en la zona meridional en la que se sitúa en montañas y vaguadas. Se puede encontrar en casi cualquier tipo de bosque, donde suele formar setos junto a otras especies espinosas (zarzas, rosales silvestres, etc.).
Aunque tolera mal las sequías estivales, es capaz de crecer en una amplia gama de substratos.

## Usos

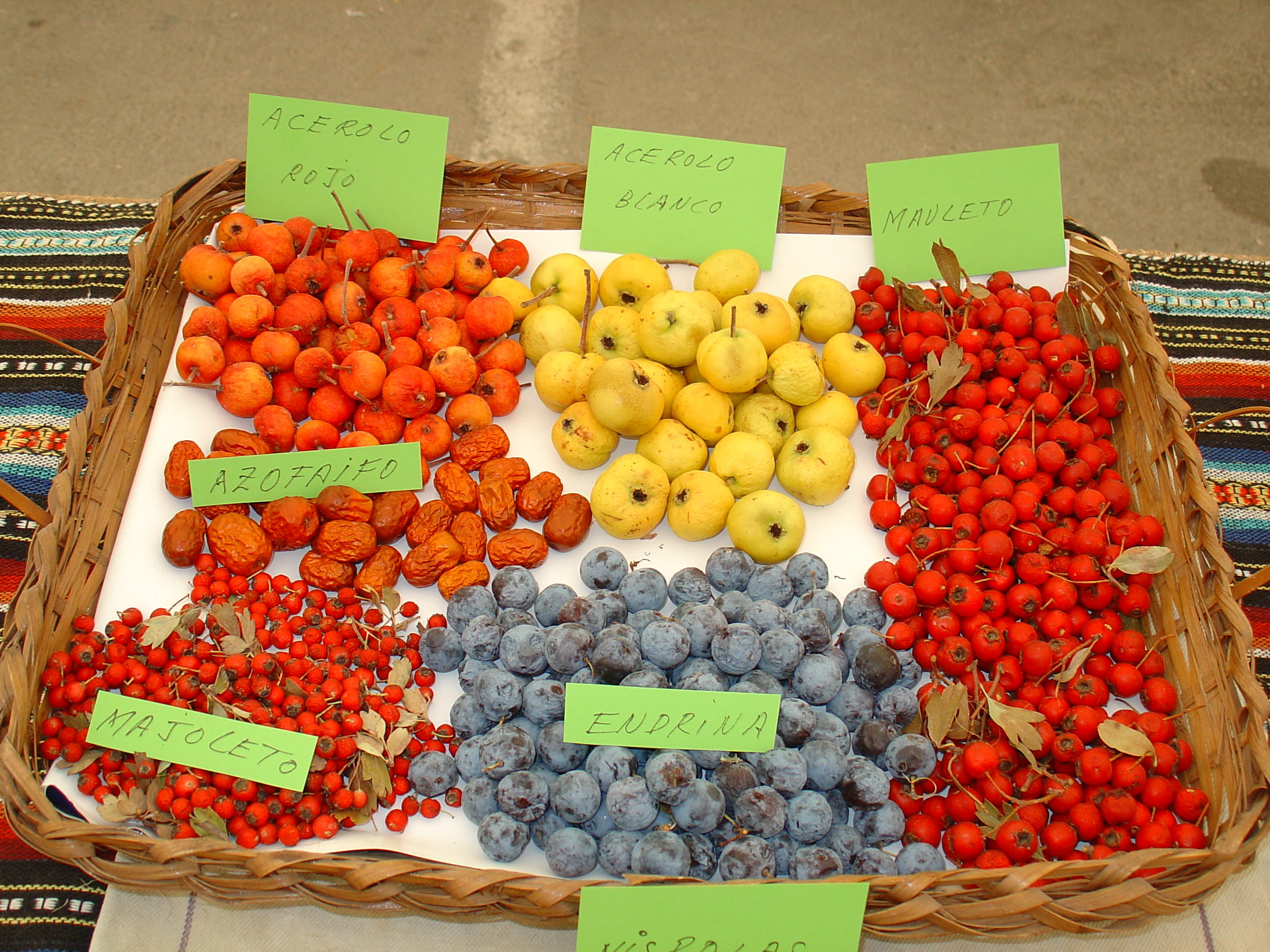
Frutos otoñales en Murcia: acerolo rojo y blanco (Crataegus azarolus), azofaifo (Ziziphus jujuba, bajo los acerolos rojos), majoleto (Crataegus monogyna, bajo los azofaifo), endrina (Prunus spinosa, bajo los acerolos blancos).

Se planta como seto, especialmente para uso agrícola. Sus espinas y ramaje cerrado lo convierten en una buena barrera para encerrar ganado e impedir el paso de personas.
Hay varios  híbridos, algunos como arbustos de jardín. El híbrido más usado  es Crataegus × macrocarpa (C. monogyna × C. laevigata; sin. C. × media), del cual se conocen varios cultivares, incluyendo el muy popular 'Paul's Scarlet' con dobles flores rosa oscuro. Otro arbusto de jardín que involucraría al crataegus común, es Crataegus heterophylla del Cáucaso, que es raro en parques y jardines.

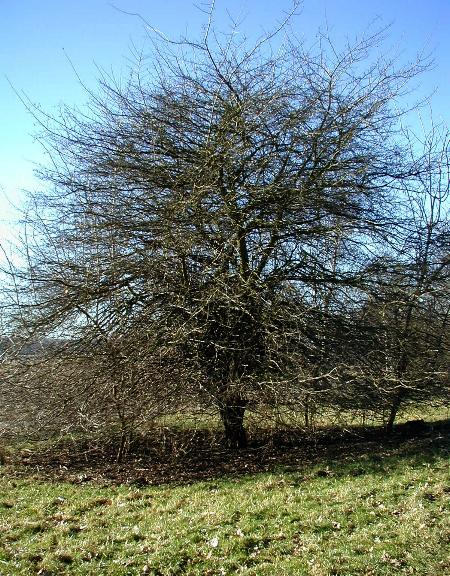

Por lo que se refiere a su uso medicinal, los ingredientes activos de sus flores son: tanino, flavonoides, aceites esenciales, triterpenos y derivados de purinas. Los de sus frutos: taninos, flavonoides, pigmentos y vitaminas.  Se usa en infusión para tratar varios problemas de corazón y circulatorios y como soporte de terapia con Digitalis[cita requerida]. 
Como alimento, las hojas jóvenes son buenas en ensaladas; y la fruta al ser comestible, sirve para hacer mermeladas, vino, y agregar sabor al brandy.

## Historia
Un famoso ejemplar, el espino de Glastonbury, tenía la peculiaridad de florecer dos veces al año, una a finales de la primavera (como es habitual en los espinos), y otra durante el invierno, una vez pasados sus momentos más duros. Aunque el ejemplar original de Glastonbury Abbey murió hace tiempo, se ha podido reproducir esta característica en el cultivar (variedad cultivada) 'Biflora'.
El ejemplar más viejo conocido en Anglia Oriental, y quizás del Reino Unido, se conoce como "El Viejo Espino Hethel", y se halla cerca de la iglesia de la pequeña población de Hethel, sur de Norwich, en Norfolk. Sec cree que tiene más de 700 años, y habría sido plantado en el siglo XIII.
En Chile se le conoce coloquialmente como "Peumo" alemán o "Peumo" extranjero.

### Folclore
En inglés, el dicho que recuerda la conveniencia de mantener ropa de abrigo hasta avanzada la primavera (ne'er cast a clout 'til may is out) no se refiere al fin del mes de mayo, sino al florecimiento del espino ('may'). Es lo equivalente al refrán castellano que dice "hasta el cuarenta de mayo no te quites el sayo".
En el folclore gaélico, el espino (en gaélico, Sgitheach) marca la entrada del Otro Mundo' y se asocia con las hadas.  Es muy desafortunado cortar el árbol salvo cuando ya ha brotado, cuando es decorado como el "Arbusto May" (ver Beltane).  Estos árboles se los encuentra en áreas de peregrinación místicas célticas; esos tipos de arbustos sagrados son conocidos como 'árboles rag', por las tiras de ropa tendidas sobre ellos como parte de rituales sagrados.

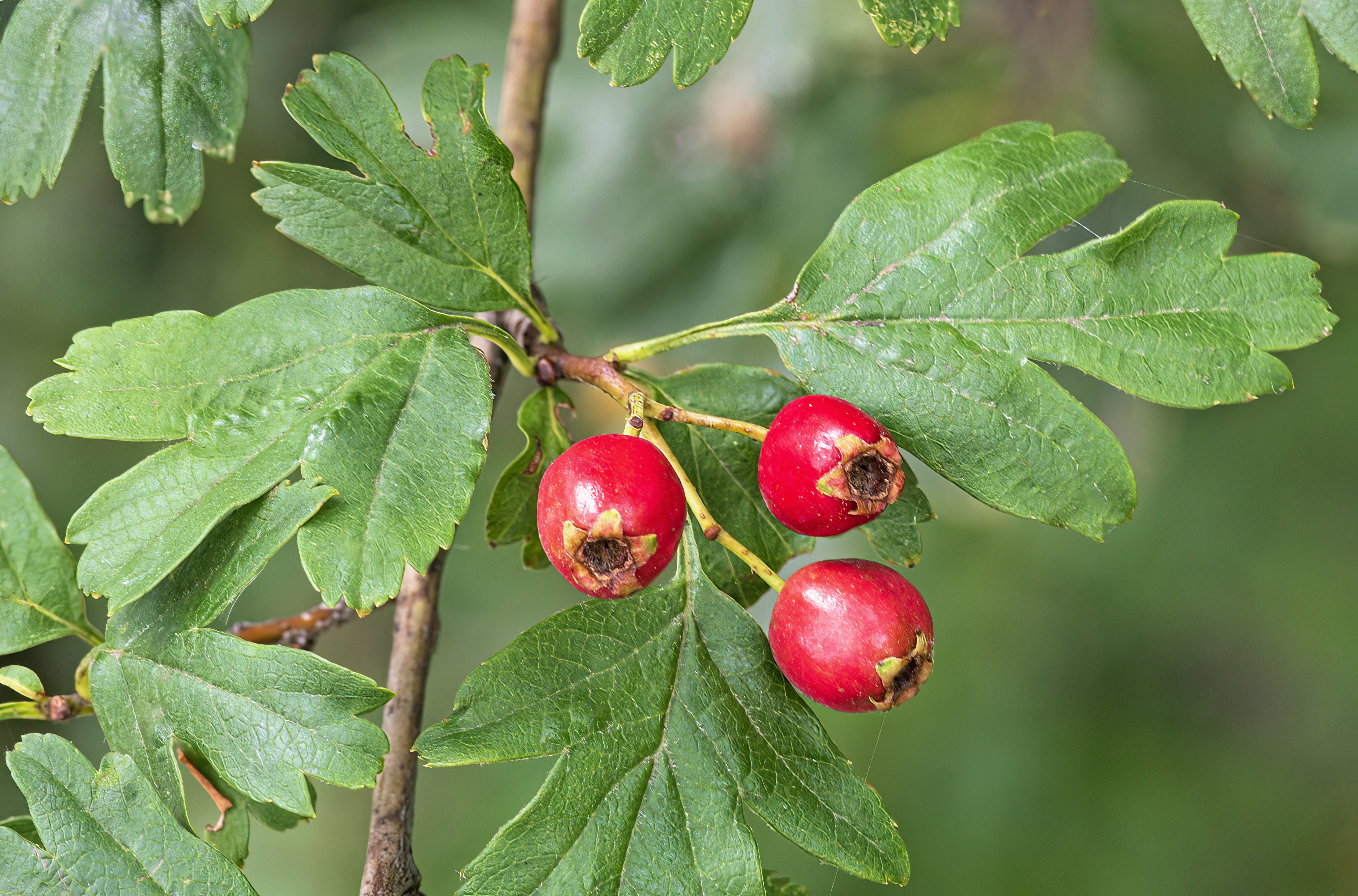
frutos de Crataegus monogyna.

## Composición química
Tanto las flores de Crataegus monogyna como las de Crataegus oxyacantha, especie con la que a veces se confunde, contienen quercitrina, la descomposición de la cual da quercetina. Acabadas de coger tienen trimetilamina.[cita requerida]
En las hojas y los frutos hay lactones y diversas flavones: estas sustancias son las responsables, en parte, de su acción cardíaca.
En concreto contiene:

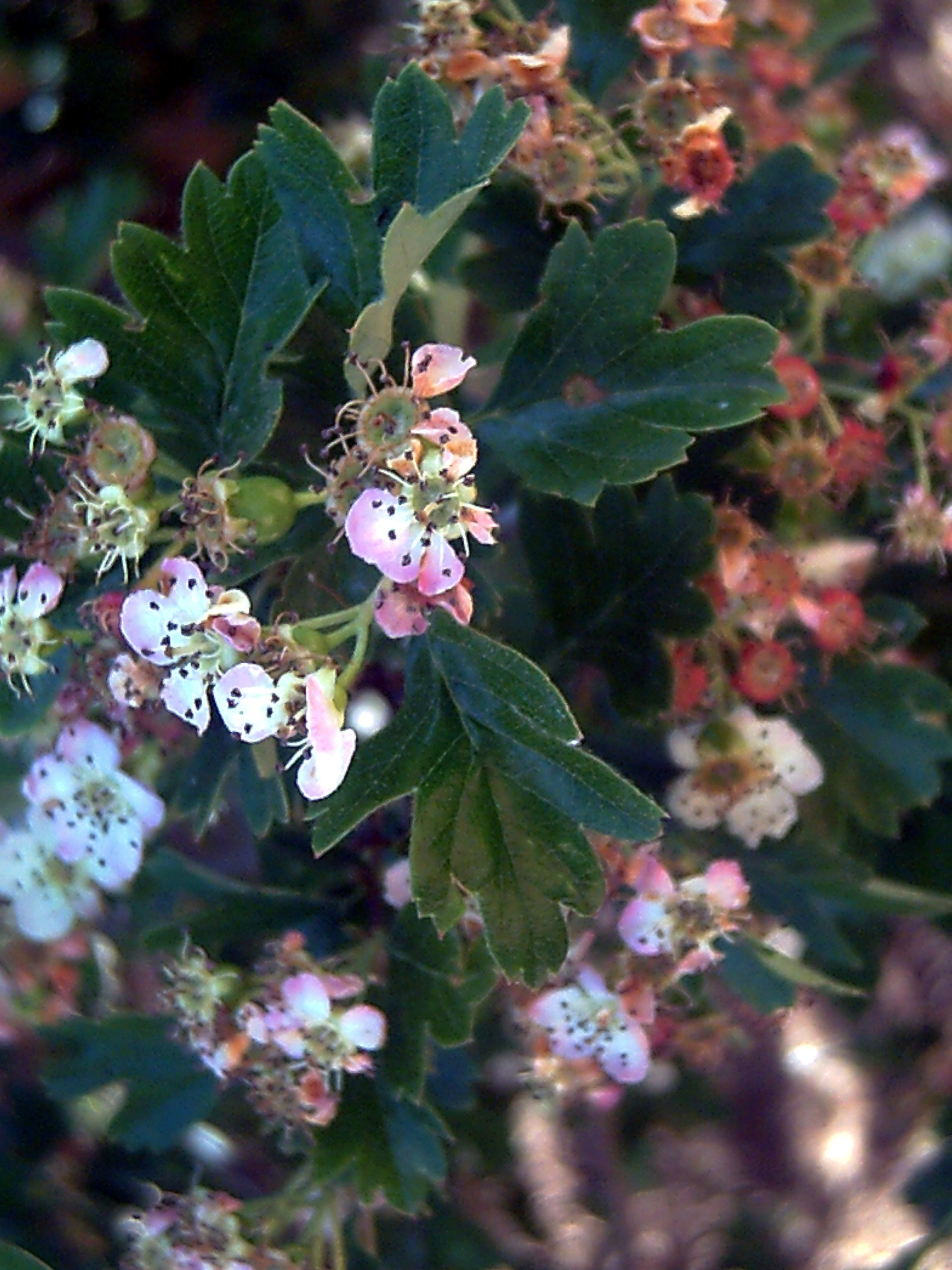
Flores.

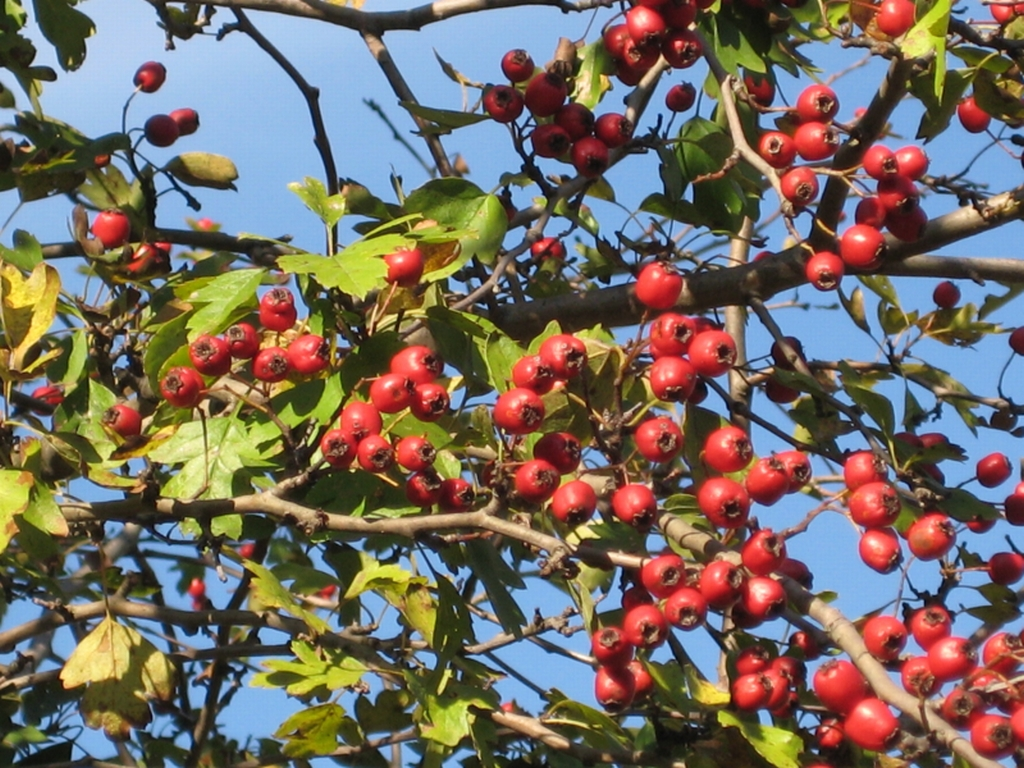
Frutos.

- Flavonoides (1,8 a 2 %), rutina, hiperósidos, vitexina, orientina, heterósidos de vitexina.
- Taninos catéquicos (2,4 %). Picnogenoles.
- Triterpenos (0,6 %).
- Esteroides .
- Aminas. Tiramina

Consta aprobado por la Comisión E del Ministerio de Sanidad alemán el uso de esta planta en los siguientes casos:[cita requerida]
- Insuficiencia cardíaca
- Insuficiencia coronaria
- Bradicardia.

No es útil en ataques agudos porque tiene un efecto lento.
- Cardiotónico y ligeramente diurética; se considera que su acción regula la tensión arterial y, por tanto, se podría emplear en el tratamiento de la hipertensión arterial y en las arritmias cardíacas.
- Sedante; puede resultar útil para tratar el insomnio.
- Relajante muscular y antiespasmódica; también se podría utilizar en casos de ansiedad y nerviosismo que provocan síntomas como espasmos y tensión muscular.

## Taxonomía
Crataegus monogyna fue descrita por Nikolaus Joseph von Jacquin y publicado en Florae Austriaceae 3: 50, pl. 292, f.1, en el año 1775.
Etimología
Crataegus proviene del griego "kratos" y significa "duro", probablemente refiriéndose a su madera. Monogyna, de "mono" = uno y "gynos" = pistilo. 
Sinonimia
- Mespilus   oxyacantha var. apiifolia  Mutel 1834
- Mespilus monogyna var. trifida Wallr. 1822
- Crataegus septempartita Pojark. [1964]
- Crataegus schisticola Gand. 1884
- Crataegus podophylla Gand. 1884
- Crataegus oxyacantha var. biflora Weston 1770
- Crataegus oxyacantha L. 1754
- Crataegus lapeyrousii Gand. 1884
- Crataegus benearnensis Gand. [11]
- Crataegus acerifolia Sennen
- Crataegus aguilaris Sennen
- Crataegus apiifolia Medik.
- Crataegus aronia raza ruscinonensis sensu Sennen
- Crataegus azarella auct.
- Crataegus azarella Griseb.
- Crataegus azarolus subsp. triloba (Poir.) Nyman
- Crataegus azarolus var. glabra Coss. in Bourg.
- Crataegus azarolus var. triloba (Poir.) Mutel
- Crataegus boissieri Willk.
- Crataegus brevispina f. subinermis Vicioso in Sennen
- Crataegus brevispina Kunze
- Crataegus debeauxii Gand.
- Crataegus debilis Sennen
- Crataegus dissecta Borkh.
- Crataegus diversifolia (Pers.) M.Roem.
- Crataegus elegans (Poir.) Mutel
- Crataegus eriocarpa (Lindl.) Loudon
- Crataegus flavescens Bosc in Rozier
- Crataegus inermis Sennen
- Crataegus insegnae (Tineo ex Guss.) Bertol.
- Crataegus intermedia Schur
- Crataegus laciniata var. lasiocarpa Lange
- Crataegus laciniata var. lasiocarpa Lange in Huter, Porta & Rigo
- Crataegus laciniata apud K.I.Chr.
- Crataegus laciniata sensu Willk. in Willk. & Lange
- Crataegus lamprophylla Gand.
- Crataegus lasiocarpa Lange
- Crataegus longepetiolata Sennen
- Crataegus maroccana (Pers.) Steud.
- Crataegus maura [*] maroccana Pers.
- Crataegus maura var. diversifolia Pers.
- Crataegus maura var. tarraconensis Sennen
- Crataegus maura L.f.
- Crataegus obtusiloba Sennen
- Crataegus paucifoliata Pau
- Crataegus paucilobata Sennen
- Crataegus polyacantha Jan
- Crataegus schisticola Gand.
- Crataegus segobricensis (Pau) Willk.
- Crataegus triloba var. erioclada Sennen
- Crataegus triloba Poir.
- Mespilus azarolus [C] glabra Coss. ex Asch. & Graebn.
- Mespilus brevispina (Kunze) E.H.L.Krause in Sturm
- Mespilus crataegus Borkh.
- Mespilus elegans Poir. in Lam.
- Mespilus insegnae Tineo ex Guss.
- Mespilus maura var. diversifolia (Pers.) Poir. in Lam.
- Mespilus maura var. maroccana (Pers.) Poir. in Lam.
- Mespilus maura (L.f.) Dum.Cours.
- Mespilus monogyna raza azarella (Griseb.) Asch. & Graebn.
- Mespilus monogyna raza brevispina (Kunze) Asch. & Graebn.
- Mespilus monogyna raza insegnae (Tineo ex Guss.) Asch. & Graebn.
- Mespilus monogyna raza intermedia (Schur) Asch. & Graebn.
- Mespilus monogyna raza polyacantha (Jan ex Guss.) Asch. & Graebn.
- Mespilus monogyna subvar. laciniata (K.Koch) Schinz & Thell. in Schinz & R.Keller
- Mespilus monogyna var. azarella (Griseb.) K.Koch
- Mespilus monogyna var. brevispina (Kunze) Wenz.
- Mespilus monogyna var. elegans (Poir.) K.Koch
- Mespilus monogyna var. laciniata K.Koch
- Mespilus monogyna var. maura (L.f.) Wenz.
- Mespilus monogyna var. trifida Wallr.
- Mespilus monogyna (Jacq.) All.
- Mespilus oliveriana Poir. in Lam.
- Mespilus oxyacantha subsp. monogyna (Jacq.) Celak.
- Mespilus oxyacantha var. elegans (Poir.) Mérat
- Mespilus oxyacantha var. incisa (Mérat) Mérat
- Mespilus oxyacantha var. laciniata Desv.
- Mespilus oxyacantha var. monogyna (Jacq.) Moris & De Not.
- Mespilus oxyacantha var. monostyla (DC.) Cambess.
- Mespilus oxyacantha var. triloba (Poir.) Wenz.
- Mespilus polyacantha Jan ex Guss.
- Mespilus triloba (Poir.) Poir. in Lam.
- Oxyacantha apiifolia Medik. ex M.Roem.
- Oxyacantha azarella (Griseb.) M.Roem.
- Oxyacantha elegans (Poir.) M.Roem.
- Oxyacantha monogyna var. trifida (Wallr.) M.Roem.
- Oxyacantha monogyna (Jacq.) M.Roem.[12]

## Nombre común
Aguapero, amajueta, amayuelo, arajolas, arance, arsino, arto, arto blanco, arto de manzaneta, arto motillonero, babatxi, bizcoba, bizcoda, bizcodeña, botironero, cachimironero, camicherón, carcabollero, carcabollo, cerecico de pastor, cerezo de pastor, cuesco, escajo, escambrón, escuero, espina, espinablo, espinal, espinalbo, espinaula, espineira, espinera, espinera blanca, espinera brava, espinera de monte, espino, espino albar, espino amuleto, espino biscobeño, espino bizcobeño, espino bizcodeño, espino blanco, espino de amayuelo, espino de flor aromática, espino de flor blanca, espino de majoleta, espino de majuelas, espino de majuelo, espino de majuelos, espino de olor, espino garaminal, espino graminal, espino machugal, espino macoleto, espino maholeto, espino majolero, espino majoletero, espino majoleto, espino-majoleto, espino majuelero, espino majuelo, espino-majuelo, espino majuetero, espino majueto, espino majuleto, espino-marjoleto, espino negro, espino picón, espiñuelo, espiñuelos, flor de espino, flor de tila, ganaperu, gapamina, garamita, gorrillón, gramina, guapero, guindas de pastor, guindita de Nuestra Señora, guinditas de Nuestra Señora, ilurri, lilois, machuga, maculeto, maillo, majolero, majoleta, majoletas, majoletero, majoleto, majolino, majoreto, majuela, majuela (fruto), majuelas (3), majuelero, majueleta, majuelines, majuelo, majueta, majuetal, majuetas, majueto, majuleta, majuletas, majuleto, mangorlita, manjoletas, manjoleto, manjolina (fruto), manzaneta de Manuel, manzaneta de pastor, manzaneta de San Juan, manzanilla, manzanillas, marjolero, marjoleta, marjoleto, matapiojo, matapiojos, mato albar, mauletas, maulinar, maulino, mayuela, mayuelo, mejuela, mochuetas, mojolino, motillonero, pan de pastor,[cita requerida] paraíso (en Chile), peras de la Virgen, perica, pericón, peruy, peruyes, peumo alemán (en Chile), pincho de majoleto, pirlitero, tamañuela, tamañuelas, tila, tila de espino, tilera, tilero, tilo, vizcadas, vizcoba, vizcoda, zarza majoleta, zarza majueleta.